# Chama arcana
Chama arcana is een tweekleppigensoort uit de familie van de Chamidae. De wetenschappelijke naam van de soort is voor het eerst geldig gepubliceerd in 1976 door F. R. Bernard.